# Tetralina
Tetralina (1,2,3,4-tetrahydronaftalen, C10H12) – węglowodór aromatyczny powstały w wyniku katalitycznej redukcji naftalenu.
Używana jest jako rozpuszczalnik, półprodukt w przemyśle chemicznym oraz jako dodatek do paliw.